# Чуприна, Андрей Владимирович
Андрей Владимирович Чуприна (29 сентября 1976, Краснодар) — российский футболист, защитник.

## Карьера
Воспитанник краснодарского футбола. Начинал свою карьеру в любительской команде «Лада-ЮГ». В 1995 году был зачислен в клуб «Жемчужина» (Сочи). За два года провёл за сочинцев в Высшей лиге 10 матчей.
С 1997 по 1999 года выступал за астраханский «Волгарь-Газпром». В 1998 году Чуприна вместе с командой вышел в Первую лигу. В дальнейшем играл за команды «Центр-Р-Кавказ» (2000) и «Ангушт» (Назрань) (2001).

## Достижения
- Победитель зоны «Юг» Второго дивизиона: 1998